# Peri (okręg Mehedinți)
Peri – wieś w Rumunii, w okręgu Mehedinți, w gminie Husnicioara. W 2011 roku liczyła 397 mieszkańców.